# Ranunculus arizonicus
Ranunculus arizonicus är en ranunkelväxtart som beskrevs av Lemmon. och Asa Gray. Ranunculus arizonicus ingår i släktet ranunkler, och familjen ranunkelväxter. Inga underarter finns listade i Catalogue of Life.